# King of Pop
《King of Pop》(킹 오브 팝)은 마이클 잭슨의 50세 생일을 기념하여 전 세계적으로 제작된 베스트 앨범이며 마이클 잭슨 생전에 발매된 마지막 앨범이다. 대한민국에서는 MBC FM 4U 《배철수의 음악캠프》에서 2008년 11월 3일부터 2008년 11월 23일까지 팬들의 투표로 34곡을 선정하였고 2008년 12월 11일 1만장 한정판으로 발매되었다. 마이클잭슨 사후에는 고유넘버가 없는 일반판으로 추가발매되었다.

## 편집음원 수록 및 음원훼손 논란
《King of Pop》 음반에 오리지널 앨범버전이 아닌 일부 편집음원이 수록되었는데 이를 둘러싸고 음반사의 음원훼손 논란이 일었다. 이에 음반사는 원곡자의 동의없이 음반사가 임의로 음원을 편집하는 것은 불가능하고 수록된 편집음원은 마이클잭슨이 생전에 발표했거나 《King of Pop》 음반을 통해 처음공개되는 미공개 편집음원이며 마이클잭슨과 MJJ Production이 허락한 음원만을 수록한 것이라고 입장표명을 하였다. 오리지널 앨범버전으로 3CD 재발매 요구도 있었으나 재발매는 어렵다는 입장이다. 이에 한국팬들은 영국과 일본에서 팬들의 요구로 재발매가 이루어진것을 두고 형평성 문제를 제기한다.

## 수록곡 (한국)

### CD1
1. Billie Jean
2. Beat It
3. Black Or White
4. Heal The World
5. You Are Not Alone
6. Thriller
7. Dangerous
8. Bad
9. We Are The World (Demo!)
10. Jam
11. Man In The Mirror
12. The Girl Is Mine (With Paul Mccartney)
13. Remember The Time
14. Smooth Criminal
15. The Way You Make Me Feel
16. History

### CD2
1. Will You Be There (Radio Edit)
2. I Just Can'T Stop Loving You (Feat. Sieddah Garret)
3. Rock With You
4. Don'T Stop 'Til You Get Enough
5. Come Together
6. Scream (Feat. Janet Jackson)
7. Human Nature
8. Earth Song
9. Dirty Diana
10. Wanna Be Startin' Somethin'
11. You Rock My World
12. She's Out Of My Life
13. You Are My Life
14. Off The Wall
15. Keep The Faith
16. Smile
17. Who Is It
18. Childhood (Theme From Free Willy 2)

## 인증
| 국가                                                  | 인증        | 판매량/출하량 |
| ----------------------------------------------------- | ----------- | ------------- |
| 오스트레일리아 (ARIA)                                 | 2× 플래티넘 | 140,000^      |
| 오스트리아 (IFPI 오스트리아)                          | 4× 플래티넘 | 80,000*       |
| 벨기에 (BEA)                                          | 플래티넘    | 30,000*       |
| 독일 (BVMI)                                           | 5× 골드     | 500,000^      |
| 헝가리 (MAHASZ)                                       | 플래티넘    | 6,000^        |
| 이탈리아 (FIMI)                                       | 2× 플래티넘 | 140,000*      |
| 일본 (RIAJ)                                           | 3× 플래티넘 | 750,000^      |
| 멕시코 (AMPROFON)                                     | 골드        | 40,000^       |
| 네덜란드 (NVPI)                                       | 플래티넘    | 60,000^       |
| 뉴질랜드 (RMNZ)                                       | 골드        | 7,500^        |
| 폴란드 (ZPAV)                                         | 다이아몬드  | 100,000*      |
| 러시아 (NFPF)                                         | 플래티넘    | 20,000*       |
| 스페인 (PROMUSICAE)                                   | 골드        | 40,000^       |
| 스웨덴 (GLF)                                          | 골드        | 20,000^       |
| 영국 (BPI)                                            | 플래티넘    | 300,000^      |
| 요약                                                  |             |               |
| GCC (IFPI 중동) The Hong Kong Edition                 | 플래티넘    | 6,000*        |
| 유럽 (IFPI)                                           | 플래티넘    | 1,000,000*    |
| *판매량을 기반으로 한 인증 ^출하량을 기반으로 한 인증 |             |               |